# Cytisus ruthenicus
Cytisus ruthenicus är en ärtväxtart som beskrevs av Wol.. Cytisus ruthenicus ingår i släktet kvastginster, och familjen ärtväxter. Utöver nominatformen finns också underarten C. r. zingeri.